# Bodyguard (serial telewizyjny)
Bodyguard – brytyjski miniserial telewizyjny (dramat, thiller polityczny) wyprodukowany przez World Productions i stworzony przez Jeda Mercuria. Serial był emitowany od 26 sierpnia 2018 roku przez BBC One. Jest dostępny również przez platformę Netflix.
Richard Madden został nagrodzony Złotym Globem za występ w roli głównej.

## Fabuła
Serial opowiada o Davidzie Buddzie, weteranie wojennym, który nie radzi sobie ze stresem pourazowym po powrocie z Afganistanu. Ten problem ukrywa nawet przed przełożonymi. Pewnego dnia zostaje ochroniarzem minister spraw wewnętrznych Julii Montague, której głównym celem jest walka z terroryzmem za wszelką cenę.

## Obsada
- Richard Madden jako David Budd
- Keeley Hawes jako Julia Montague
- Gina McKee jako Anne Sampson
- Sophie Rundle jako Vicky Budd
- Paul Ready jako Rob MacDonald
- Vincent Franklin jako Mike Travis
- Stuart Bowman jako Stephen Hunter-Dunn
- Nina Toussaint-White jako Louise Rayburn
- Stephanie Hyam jako Chanel Dyson
- Tom Brooke jako Andy Apsted
- Matt Stokoe jako Luke Aitkens
- Pippa Haywood jako Lorraine Craddock
- Nicholas Gleaves jako Roger Penhaligon
- Shubham Saraf jako Tahir Mahmood
- Claire-Louise Cordwell jako Kim Knowles
- Richard Riddell jako Constable Tom Felton
- Ash Tandon jako Deepak Sharma
- David Westhead jako John Vosler

## Produkcja
Pod koniec sierpnia 2016 roku, stacja BBC One zamówiła miniserial od twórcy Line of Duty, Jeda Mercuria.

## Odcinki
| Sezon | Odcinki | Oryginalna emisja w BBC One | Oryginalna emisja w BBC One |
| Sezon | Odcinki | Premiera sezonu             | Finał sezonu                |
| ----- | ------- | --------------------------- | --------------------------- |
| 1     | 6       | 26 sierpnia 2018            | 23 września 2018            |